# Agrostis lenis
Agrostis lenis é uma espécie de gramínea do gênero Agrostis, pertencente à família Poaceae.